# Vallby mosse (naturreservat)
Vallby mosse är ett naturreservat i Kyrkheddinge socken i Staffanstorps kommun i Skåne. Det inrättades 1983 och omfattar 6 ha. Naturreservatet omfattar sjön Vallby mosse och dess omedelbara omgivningar. Det är Staffanstorps kommuns enda naturreservat.